# South Park (11.ª temporada)
A décima primeira temporada de South Park, série de desenho animado estadunidense criada por Trey Parker e Matt Stone, começou a ser exibida em 7 de março de 2007. A 11ª temporada se encerrou após 14 episódios no 14 de novembro de 2007.